# Camponotus minus
Camponotus minus är en myrart som beskrevs av Wang och Wu 1994. Camponotus minus ingår i släktet hästmyror, och familjen myror. Inga underarter finns listade.